# 南风面
南风面位于中国江西省吉安市遂川县西南部，是罗霄山脉主峰，海拔2120.4米，为江西省第三高峰（次于黄岗山和独竖尖）。因一年四季刮南风，故名南风面。现拟投资15亿元在山上建立风力发电站。
西侧毗邻湖南省最高峰酃峰。
已设立江西南风面自然保护区（省级自然保护区）。